# 트로카데로 전투
트로카데로 전투는 1823년 8월 31일 스페인 카디스의 트로카데로 요새 일대에서 벌어진 전투이다. 스페인 국왕 페르난도 7세를 지원하기 위해 파견된 프랑스 부르봉 왕조의 원정군이 자유군을 물리치고 페르난도 7세에게 왕위를 되찾는 데 한몫하였다. 이 전투로 스페인은 절대왕정으로 되돌아가게 된다.

## 배경
프랑스 제1제국 황제 나폴레옹 보나파르트가 몰락한 이후, 스페인에서는 자유주의적 사상이 반영된 1812년 스페인 헌법을 제정하려는 움직임이 있었으나 국왕 페르난도 7세는 이를 거부하고 있었다. 이에 1820년에는 라파엘 델 리에고가 이끄는 입헌군주정 지지 세력이 반란을 일으켰고, 페르난도 7세는 스페인 의회가 있던 카디스에서 체포되어 구금 상태에 놓였다.
스페인에서의 헌정 사태에 놀란 유럽 열강들은 1822년 10월 베로나 회의를 열고 프랑스가 스페인 분쟁에 개입하여 페르난도 7세의 복귀를 돕도록 승인하였다. 당시 결정에 영국이 유일하게 기권표를 던졌다.

## 군사 개입

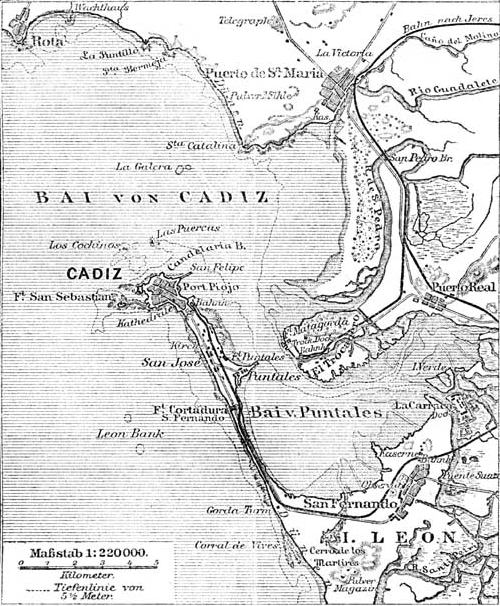
스페인 카디스만의 트로카데로 일대 지도 (1888년)

1823년 4월 17일, 샤를 10세의 아들 앙굴렘 공작 루이앙투안이 이끄는 프랑스군이 피레네 산맥을 넘어 스페인으로 진입하였다.
프랑스군은 바스크인과 스페인 보수파로부터 환영을 받았다. 루이앙투안은 마드리드를 공략하는 동시에 반군 정부가 장악하고 있는 산세바스티안으로 군대를 파견해 포위에 나섰다. 이에 반군 측은 5월 23일 세비야로 철수하였다. 마드리드 군 사령관은 개전에 앞서 비밀리에 항복하고 프랑스로 도망쳤고, 지휘력을 상실한 마드리드 수비대는 프랑스군을 막지 못했다. 프랑스군은 마드리드를 점령하는 동시에 페르난도 7세가 복귀하기까지 국정을 맡을 섭정을 임명하였다.
이후 프랑스군은 스페인 남부로 기수를 돌려 카디스의 반군 소탕에 나섰다. 당시 카디스 시가지로 이어지는 길목을 트로카데로 요새가 지키고 있었으며, 프랑스군은 요새 포위전에 나섰다. 1823년 8월 31일 프랑스군은 썰물 때를 이용하여 바다 쪽으로부터 트로카데로섬에 올라 기습 총검 공격을 가했고 요새 점령에 성공했다. 곧이어 프랑스군 보병 부대가 나서 측면 공격을 통해 트로카데로 마을을 점령하였고, 약 1,700명 남짓한 스페인군은 그대로 포로로 잡혔다.
카디스시는 연이은 포격에도 불구하고 3주간 버티다가 1823년 9월 23일 강제로 항복하였고, 페르난도 7세는 석방되어 프랑스군에 넘겨졌다. 페르난도 7세는 반군에게 사면령을 내리기로 사전에 약속하였으나, 마음을 바꿔 반군에 대한 보복을 명하였고, 이후 몇년간 반군 3만 명이 처형되고 2만여 명이 투옥되기에 이르렀다.

## 여파
트로카데로 전투는 1823년 12월 2일 미국의 제임스 먼로 대통령이 유럽 열강의 개입으로부터 아메리카 대륙을 수호할 것이라는 내용의 먼로 독트린를 선포하는 계기 중 하나로 작용하였다.
전투를 승리로 이끈 루이앙투안 다르투아는 페르난도 7세로부터 "트로카데로의 왕자"라는 칭호를 제안받기도 하였으나 이를 거절하였다. 여기에는 페르난도 7세가 반군을 사면하겠다던 약속을 어긴 것에 다소간 혐오감을 느낀 것이라는 해석이 있다.
트로카데로 요새의 함락을 기념하여 프랑스 수도 파리의 외곽 지역에 '트로카데로'라는 지명이 붙게 되었다. 당시 파리 시는 불로뉴숲 가장자리까지 확장되었는데 새로 편입된 지역에 승전을 기념하는 이름이 붙여진 것이다.
프랑스의 대문호 빅토르 위고는 소설 <레 미제라블> 제2권 2부 2장에서 트로카데로 전투에 대해 여러 문단을 할애하여 서술하고 있다. 전투 자체는 "훌륭한 군사 행동"이라면서도, "1823년의 전쟁은 너그러운 스페인국을 향한 분노이자 (..) 동시에 프랑스 혁명에 대한 분노였다"고 평가한다.